# Вітів Михайло Васильович
Ві́тів Миха́йло Васи́льович — солдат Збройних сил України.
Мобілізований кінцем березня 2014-го. Брав участь у боях в складі 72-ї бригади. Зазнав поранення, лікувався. Демобілізований березнем 2015-го, повернувся до міста Шпола.

## Нагороди
21 жовтня 2014 року — за особисту мужність і героїзм, виявлені у захисті державного суверенітету та територіальної цілісності України, вірність військовій присязі під час російсько-української війни, відзначений — нагороджений орденом «За мужність» III ступеня.